# 野田春彦

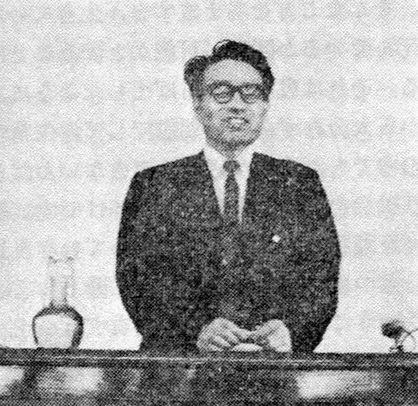
蔵前工業会『蔵前工業会誌』第627号（1967年）より野田春彦

野田 春彦（のだ はるひこ、1922年3月3日 - 2021年3月7日）は、日本の生物物理化学者。東京大学名誉教授。

## 人物・来歴
東京出身。1943年東京帝国大学理学部化学科卒、海軍技術将校。1958年東京大学より理学博士の学位を取得。1946年東京帝国大学理学部助教授、東京大学教授、82年定年退官、名誉教授、電気通信大学教授、1985年放送大学教授、創価大学教授。

## 著書
- 『生命の起源』日本放送出版協会 NHKブックス 1966
- 『医学・生物学のための物理化学』朝倉書店 1971
- 『生物としての人間 生命のしくみを考える』講談社現代新書 1972
- 『物質と生命』生命の科学 培風館 1981
- 『生命の化学』裳華房 生命科学シリーズ 1984
- 『生命の起源の謎』大和書房 自然学ミニエンサイクロペディア 1985
- 『ライフサイエンス入門 生命の起源・進化・未来』東京電機大学出版局 ハイテク選書 1986
- 『生物物理化学』東京化学同人 1990
- 『物質の科学 3 新しい物質観』放送大学教育振興会 1990
- 『"いのち"の始まりの物語 生命の源流を遡る』大和書房 1994
- 『動物の進化』放送大学教育振興会 1995
- 『遺伝子と文化 生命神秘の世界』佼成出版社 1996
- 『生命の起源』培風館 1996
- 『進化はどこまでわかったか』学会出版センター 1999

### 共編著
- 『新しい生物学 生命のナゾはどこまで解けたか?』日高敏隆,丸山工作共著 講談社ブルーバックス 1966
- 『蛋白質と核酸の分子生物学』J.T.エドサル共著 岩波書店 現代科学選書 1966
- 『生物物理化学研究法』今堀和友,坪井正道共編 朝倉書店 1969
- 『分子生物学入門』和田昭允,丸山工作共編 朝倉書店 1971
- 『コラーゲン 化学、生物学、医学』永井裕,藤本大三郎共編 南江堂 1975
- 『教養講座ライフサイエンス 3 物質の進化』島津康男共著 共立出版 1976
- 『生命科学の基礎 2 自己組織化』共著 東京大学出版会 1977
- 『生物学入門』丸山工作共著 培風館 1978
- 『生命科学と宗教 2 セミナー・生命操作と人間』共著 佼成出版社 1982
- 『科学者のための英語教室 いい英文の書き方』F.Scott Howell共著　東京化学同人 1987
- 『生命論』編著 放送大学教育振興会 1988
- 『量子論』阿部龍蔵共編著 放送大学教育振興会 1990

### 翻訳
- R.Bruce Martin 著『生物物理化学』東京化学同人 1965
- チェルデリン, ニューバラ『生命現象の化学』共立出版 モダン・ケミストリー 1965
- Lila L.Gatlin 著『生体系と情報理論』長谷川政美,矢野隆昭共訳 東京化学同人 1974
- D.ケーリッジ, K.F.チプトン編『精解生物化学演習』共立出版 1975
- G.M.Barrow 著『生命科学のための物理化学』東京化学同人 1975
- S.L.ミラー, L.E.オーゲル共著『生命の起源』培風館 1975
- R.Hinton, M.Dobrota『密度勾配遠心法』東京化学同人 生化学実験法 1978
- D.Freifelder『生物化学研究法 物理的手法を中心に』東京化学同人 1979
- H.F.ジャドソン『分子生物学の夜明け 生命の秘密に挑んだ人たち』東京化学同人 1982
- A.R.リース, M.J.E.スタンバーグ共著『図解分子生物学』培風館 1986
- A.G.ケアンズ=スミス『遺伝的乗っ取り 生命の鉱物起源説』川口啓明共訳 紀伊国屋書店 1988
- R.Schoenfeld『化学英語をどう書くか』東京化学同人 1989
- H.Lodish,A.Berk,P.Matsudaira,C.A.Kaiser,M.Krieger,M.P.Scott,S.L.Zipursky,J.Darnell『分子細胞生物学』石浦章一,石川統,須藤和夫,丸山工作,山本啓一共訳 東京化学同人 1989
- David S.Goodsell『生命のメカニズム』裳華房 1994

## 論文
- <野田春彦